# Hortaleza (álbum)
Hortaleza es el octavo disco del grupo de rock español Porretas. El nombre del álbum es un homenaje a su barrio Hortaleza (Madrid). 
La canción Y Aún Arde Madrid está dedicada al grupo madrileño de rock Burning.

## Lista de canciones
1. Milivanilis
2. Juana
3. Dos Pulgas en un Perro
4. Años de Represión
5. Mi Guitarra
6. Y Aún Arde Madrid
7. Malditos Bastardos
8. Hacienda Somos Tos
9. Deportivo Palofumeke C.F.
10. Quién Tiró la Piedra
11. Anorexia
12. Mis Putos Vecinos
13. Jodido Garrafón
14. Una de Tiros
15. No me Acuerdo

## Formación
- Rober: voz y guitarra.
- El Bode: guitarra.
- Pajarillo: bajo y voz.
- Luis: batería.